# SCANDALOUS BLUE
「SCANDALOUS BLUE」（スキャンダラス・ブルー）は1994年10月19日にリリースされたaccessの10thシングル。発売元はファンハウス。

## 概要
通称「三部作」シリーズ第2弾としてリリースされ、23.4万枚のセールスを記録。同年12月の『第45回NHK紅白歌合戦』には、本作で初出場を果たした。また、SCAPEGOAT3（浅倉大介、貴水博之とレコーディング・エンジニア大里正毅によるユニット）がリミックスを手掛け、同年11月2日に3rdリミックスシングル「SCANDALOUS BLUE Re-SYNC STYLE」としてリリース。5.5万枚のセールスを記録した。
貴水博之は、発売直後のインタビューで、歌詞について、「純粋な感情の追及ってところで、今ちょうど同性愛とかの話題も多いけど、そういうところなんかも入れられたらいいかなって思って。恋愛っていうのは、男と女っていうのが当たり前なんだけど、それを超えてしまってね。だったら恋愛って言葉よりも純粋な感情ってのがぴったりかなって。だから直接僕たちの言葉よりも、第三者の人に書いてもらったらどうかなって話をしたのが最初で。まあ、作詞家の人にはイメージを伝えて、メロディーにはまりのいい言葉を選んでもらったりはしたんですけどね。」「まあ、同性愛もそうなんだけど不倫とかね、恋愛する上での障害みたいなものが自分自身に体験がないぶん、こういう世界もあるのかって思ったりもして。でも不思議とね、すごいフラットな感覚で歌の中に入りこめたっていうのはありますね。」と述べた。

## 収録曲
※カッコ（）内は、JASRAC作品データベース検索サービスに登録されている作者
1. SCANDALOUS BLUE
  - 作詞：朝霧遥　作曲・編曲：AXS （作曲：浅倉大介）
2. SEQUENCE MEDITATION 〜超電導思考回路 第二楽章 混乱
  - 作曲・編曲：浅倉大介
3. DRASTIC MERMAID (Instrumental Mix)
  - 作詞：朝霧遥　作曲・編曲：AXS （作曲：浅倉大介）

## SCANDALOUS BLUE Re-SYNC STYLE
「SCANDALOUS BLUE Re-SYNC STYLE」（スキャンダラス・ブルー リシンク スタイル）は1994年11月2日にリリースされたaccessの3rdリミックスシングル。発売元はファンハウス。

### 収録曲
1. SCANDALOUS BLUE (ORIGINAL 7")
  - 作詞：朝霧遥　作曲・編曲：AXS
2. SCANDALOUS BLUE (FROZEN LEMONADE Re-SYNC STYLE)
  - Remixed by SCAPEGOAT3
3. SCANDALOUS BLUE (CONTROLLED SCANDAL Re-SYNC STYLE)
  - Remixed by SCAPEGOAT3
4. SCANDALOUS BLUE (DEAD-END Re-SYNC STYLE)
  - Remixed by SCAPEGOAT3